# 炅潣
李炅潣（： Lee Kyung-min，2007年10月2日—），藝名為KYUNGMIN，韓國男歌手與舞者。 為HYBE旗下公司PLEDIS娛樂推出的男子音樂團體TWS成員，在團體中年紀排行第六，擔任領舞、主唱、忙內。2024年1月22日，透過迷你專輯《Sparkling Blue》在韓國出道。

## 生涯

### 出道前
2007年10月2日出生於韓國京畿道金浦市場基洞，家庭成員有父母與兩位分別小4歲及小8歲的弟弟。名字李炅潣（韓語：이경민），由具有陽光閃耀意思的「炅」及具有流水浼浼意思的「潣」組成，有永遠閃閃發亮之意。於2023入學韓林演藝藝術高等學校實用音樂科，目前在學中。
李炅潣於小學二年級時，因為覺得上電視、唱歌、跳舞、登台演出看起來非常幸福，下定決心要當K-pop偶像。後來，看了BTS的Not Today舞台後，就想著一定要翻跳這首歌。從那之後，前輩們出新歌他都會去看著影片學習並翻跳。
李炅潣曾在小學五年級時擔任全校副會長，國中時擔任班級會長，因為常需要站出來引領大家，所以他漸漸對舞台熟悉起來。國二的時候曾在學校慶典上表演BTS的Butter，因疫情緣故，是自己一個人在台上完成表演，而大家透過線上觀看。
李炅潣於小學六年級時，短暫進入SM娛樂成為練習生。離開SM娛樂之後，在Mudoctor學院繼續學習跳舞，後於2022年5月，在學院內部試鏡中通過PLEDIS娛樂、P nation、YG娛樂、Cube娛樂的一試，最後於2022年6月通過PLEDIS娛樂的最終試鏡，成為旗下練習生。

### 2024年至今：TWS時期
2024年1月2日，發行出道單曲《Oh Mymy : 7s》。後於1月3日，發布個人影片公布及介紹成員，李炅潣是團體中第四位公開的成員。
2024年1月22日，透過發行首張迷你專輯《Sparkling Blue》於韓國正式出道。
2024年6月24日，透過發行第二張迷你專輯《SUMMER BEAT!》進行出道後首次回歸。
2024年8月21日，發布翻唱Peder Elias的歌曲〈Loving Your Girl〉，是炅潣個人首次完整翻唱歌曲，也是團體中首位發布翻唱歌曲的成員。
2024年11月25日，透過發行第一張單曲專輯《Last Bell》進行出道後第二次回歸。

## 音樂作品
— 所屬團體之作品請參閱 TWS (團體)#音樂作品。

### 翻唱歌曲
| 年份   | 發佈日期 | 歌曲名稱             | 原唱歌手    | 參考   |
| 2024年 | 8月21日  | 〈Loving Your Girl〉 | Peder Elias | [ 15 ] |

## 媒體作品
— 所屬團體之作品請參閱 TWS (團體)#媒體作品。

### 特別主持
| 年份   | 播放日期 | 電視台 | 節目名稱     | 合作藝人 | 備註   |
| 2024年 | 2月20日  | SBS M  | 《THE SHOW》 | 申惟     | 開場MC |
| 2024年 | 7月2日   | SBS M  | 《THE SHOW》 | 申惟     | 開場MC |

## 獎項與榮譽
— 所屬團體之獎項請參閱 TWS (團體)#獎項與榮譽。

## 外部連結
- 官方网站